# Asexualita

Vlajka asexuálního hnutí zvolená za symbol v roce 2010. Černá barva značí asexualitu, šedá nejasnou oblast mezi sexualitou a asexualitou, bílá sexualitu a fialová komunitu.

Asexualita je sexuální orientace, která bývá charakterizována jako absence sexuální touhy nebo sexuální přitažlivosti, případně obojího současně.
- Absence sexuální přitažlivosti znamená, že osobu nikdo eroticky nepřitahuje, což však nevylučuje sexuální touhu (po genitálním uspokojení), schopnost a potřebu masturbace nebo sexuálního styku, který však může postrádat erotický rozměr.
- Absence sexuální touhy znamená, že erotická náklonnost postrádá explicitně sexuální rozměr, může se však projevovat v citové rovině. Nedostatek nebo absence sexuální touhy se z medicínského hlediska nazývá též hyposexualita, opakem je hypersexualita.

Asexualita není celibát (sexuální abstinence), tedy dobrovolné nebo povinné vzdání se sexuálního života, ale absence touhy po něm, tedy absence potřeby sexuálního života.
Podíl asexuálních osob je odhadován řádově v jednotkách procent populace.

## Definice, identita a vztahy
Asexualita je označována vědci, asexuály nebo LGBT (lesby, gayové, bisexuálové, transgender osoby) jako „ace“ nebo „ace komunita.“ Mezi lidmi, kteří se označují jako asexuální, existují značné rozdíly, a proto definice asexuality může být široká. Vědci obecně definují asexualitu jako nedostatek sexuální přitažlivosti nebo nedostatek sexuálního zájmu, ale jejich definice se liší. Odkazují na osoby s nízkou sexuální touhou a přitažlivostí nebo s jejich absencí, nebo u kterých se sexuální chování nevyskytuje vůbec nebo jen vzácně, a které praktikují výhradně romantická nesexuální partnerství. Označení sám sebe za asexuála může být určující faktor.
The Asexual Visibility and Education Network (AVEN) definuje asexuální osobu jako někoho, kdo necítí sexuální přitažlivost a dále říká: „Existuje menšina, která o sobě smýšlí jako o asexuálech, v době, kdy zjišťují svou vlastní orientaci a že neexistuje žádný test na určení, jestli je člověk asexuální. Asexualita je jako každá jiná identita, v jádru je to jen slovo, které lidé používají, aby popsali sami sebe. Pokud někdy někdo cítí potřebu označit se za asexuála, povzbuzujeme ho, aby tak činil, dokud to má smysl.“
Někteří asexuálové, přestože postrádají sexuální přitažlivost k jakémukoliv pohlaví, se zapojují do čistě romantických vztahů, zatímco jiní ne. Existují asexuální jedinci, kteří říkají, že cítí sexuální přitažlivost, ale nepřipouští si to, protože necítí skutečnou touhu či potřebu zapojit se do sexuální nebo nesexuální aktivity (mazlení, držení za ruce, atd.). Ale někteří asexuálové se do nesexuálních aktivit zapojují a jiní se ze zvědavosti podílejí i na sexuálních aktivitách. Někteří masturbují kvůli uvolnění napětí, zatímco jiní tuto potřebu necítí.
Pokud jde zejména o sexuální aktivitu, potřeba nebo touha po masturbaci se běžně označuje jako „sex drive“ a odděluje se od sexuální přitažlivosti. Asexuálové, kteří masturbují, to obecně považují za normální chování lidského těla, nikoli za známku latentní sexuality a dokonce to ani neshledávají příjemným. Někteří asexuální muži, nejsou schopni mít erekci a tedy docílit penetrace je pro ně nemožné. Asexuálové se také liší svými pocity vůči sexuálním aktivitám, někteří jsou ochotní mít sex kvůli svému partnerovi, jiní tuto myšlenku silně odmítají. Lidé, kteří se identifikují jako asexuálové, se také často identifikují s jinými charakteristikami. Tyto jiné identity vyjadřují, jak definují svou romantickou orientaci. Například asexuálové se mohou identifikovat jako heterosexuálové, lesby, gayové, bisexuálové, queer, nebo pomocí následujících termínů vyjadřují, že je pro ně důležitější romantika než sexuální aspekty.
- aromantik: nepřítomnost romantické přitažlivosti
- biromantik: romantický protějšek bisexuála
- heteroromantik: romantický protějšek heterosexuála
- homoromantik: romantický protějšek homosexuála
- panromantik: romantický protějšek pansexuála

Lidé se také identifikují pomocí termínu „gray-A,“ protože mají pocit, že jsou něčím mezi aromantikem a romantikem, asexualitou a sexuální přitažlivostí. Zatímco tento termín zahrnuje každého, kdo cítí romantickou a nebo sexuální přitažlivost, demisexuálové a semisexuálové mají sexuální přitažlivost až jako druhotnou část, protože pociťují sexuální přitažlivost až po vytvoření stabilního emocionálního spojení.
Existují další unikátní fráze používané asexuální komunitě k vyjádření identit a vztahu. Jedním z nich je „friend-focused“, to odkazuje na vysoce ceněné neromantické vztahy. Dalšími termíny jsou „squishes“ a „zucchinis,“ který popisují queer-platonické vztahy. Termíny jako ne-asexuál a allosexuál odkazují na jednotlivce na opačné straně sexuálního spektra.

## Výzkum

### Rozšíření
Asexualita není nový aspekt v lidské sexualitě, ale pro veřejnost je to relativně nový pojem. SE Smith v britském deníku The Guardian si není jistý, zda se asexualita rozšířila. Spíše se přiklání k názoru, že je asexualita známější pojem. Ve známé Kinseyho stupnici Alfred Kinsey hodnotil jednotlivce na stupnici od 0 do 6 podle jejich sexuální orientace od heterosexuality po homosexualitu. Do stupnice zahrnul také kategorii, kterou označil „X“, pro jednotlivce s „žádným sociálně-sexuálním kontaktem či reakcí“; v moderní době právě toto označuje asexualitu. Kinsey označil jako X 1.5 % dospělých mužů. V jeho druhé knize, Sexuální chování ženy, oznámil následující rozložení jednotlivců označených jako X:
ženy, co se nikdy nevdaly = 14–19 %
vdané ženy = 1–3 %
dříve vdané ženy = 5–8 %
muži, co se nikdy neoženili = 3–4 %
ženatí muži = 0 %
dříve ženatí muži = 1–2 %
Další data o demografii asexuality se objevila v roce 1994, kdy výzkumný tým ve Spojeném království provedl komplexní průzkum 18 876 britských obyvatel, zaměřen na sexuální informace a to z důvodu epidemie AIDS. Průzkum také zahrnoval i otázku na sexuální přitažlivost, na kterou 1,05% dotázaných odpovědělo, že „nikdy necítili ke komukoli jakoukoli sexuální přitažlivost“.  Se studií o tomto fenoménu pokračoval kanadský psycholog Anthony Bogaert v roce 2004, který zkoumal demografii asexuality v sérii studií. Bogaertův průzkum uvedl, že 1 % Britské populace nepociťuje sexuální přitažlivost, ale Bogaert věřil, že 1 % není přesné číslo pravděpodobně větší části populace, která se může identifikovat jako asexuální, protože 30 % lidí, které kontaktoval kvůli průzkumu, se rozhodlo že se ho účastnit nebudou. Kvůli tomu, že méně sexuálně zkušení lidé se spíše nebudou účastnit průzkumu o sexualitě a asexuálové mají tendenci být méně sexuálně zkušení než -sexuálové, je dost pravděpodobné že asexuálové byli málo reprezentováni v počtu účastníků. Ta samá studie také tvrdila, že počet asexuálů a bisexuálů je dohromady 1.1 % populace, což je o dost menší číslo, než uvedly jiné studie.
V rozporu s Boagertovým 1 % je studie od Aicken a kol., vydána v roce 2013, která navrhuje že, založeno na údajích Natsal-2 z roku 2000–2001 prevalence asexuálů v Británii je pouhých 0.4 % pro lidi mezi 16–44 lety. Toto procento naznačuje pokles z hodnoty 0.9 % zjištěné z údajů Natsal-1 shromážděných ve stejném věkovém rozmezí před deseti lety. Bogaertova analýza z roku 2015 také zjistila podobný pokles jako u údajů Natsal-1 a Natsal-2.
Aicken, Mercer a Cassell také našli určité etnické rozdíly mezi účastníky, kteří nepociťovali sexuální přitažlivost; u mužů či žen mající indický nebo pákistánský původ byla větší pravděpodobnost, že nahlásí nedostatek sexuální přitažlivosti. U muslimů byla také větší šance, že ohlásí nedostatek sexuální přitažlivosti než dotazovaní z křesťanského náboženství.

### Sexuální orientace, duševní zdraví a příčina
Existuje mnoho debat, zda je či není asexualita sexuální orientací. Byla srovnávána a přirovnávána s hypoaktivní poruchou sexuální touhy neboli frigiditou, kvůli tomu, že jak asexualita, tak frigidita se potýkají s nedostatkem sexuální přitažlivosti ke komukoli. Frigidita byla používána k léčení asexuality, ale asexualita není obecně považována za poruchu či sexuální disfunkci (jako je např. anorgasmie, anhedonie atd.), protože asexualita nezbytně neznamená, že má někdo zdravotnické problémy či problémy související s ostatními sociálně. Na rozdíl od lidí trpících frigiditou asexuálové obvykle nezažívají „tržní tíseň“ a „mezilidské obtíže“, pokud jde o pocity ohledně jejich sexuality, nebo obecně nedostatku sexuálního vzrušení. Asexualita je považována za vlastnost ohledně nedostatku nebo úplné absence sexuální přitažlivosti na celý život. Jedna ze studií našla, že v porovnání se subjekty trpící frigiditou, asexuálové nahlásili nižší stupně sexuální touhy, sexuálních zkušeností, nouze spojenou se sexem a symptomů deprese. Vědci Richards a Barker oznámili, že asexuálové nemají nepřiměřené míry alexithymie, deprese nebo poruch osobnosti. Nicméně někteří lidé se mohou identifikovat jako asexuálové i přesto, že jejich ne-sexuální stav je vysvětlen jednou či více z výše zmíněných poruch.
První studie, která získala data o asexuálech, byla zveřejněna v roce 1983 Paulou Nuriusová, se zabývala vztahem mezi sexuální orientací a duševním zdravím. 689 subjektům – většina byli studenti z různých univerzit ze Spojených států, mající kurzy psychologie a sociologie – byly dány průzkumy včetně 4 zdravotních stupnic. Výsledky ukázaly že u asexuálů bylo pravděpodobnější nižší sebevědomí a vyšší míra deprese než u lidí s jinou sexuální orientací; 25,88 % heterosexuálů, 26,54 % bisexuálů (nazývaných „ambisexuálové“), 29,88 % homosexuálů a 33,57 % asexuálů byli nahlášeni jako jedinci s malým sebevědomím. Podobný trend se objevil i u deprese. Nuriusová věřila, že z tohoto průzkumu nemůže být vyvozen pevný závěr z několika důvodů.
Ve studii z roku 2013, Yule a kol. nahlédli do problematiky duševního zdraví u Europoidních heterosexuálů, homosexuálů, bisexuálů a asexuálů. Výsledky od 203 mužů a 603 žen, co se účastnili výzkumu, byly započítány do konečného zjištění. Yule a kol. zjistili, že u asexuálních mužů, účastnících se výzkumu, byla větší pravděpodobnost nahlášení poruchy nálady než u ostatních mužů, obzvláště v porovnání s heterosexuálními účastníky. To samé bylo zjištěno i u asexuálních žen v porovnání s heterosexuálními účastnicemi; nicméně ne-asexuální a ne-heterosexuální ženy měli nejvyšší poměr. U asexuálních účastníků obou pohlaví bylo pravděpodobnější, že budou trpět úzkostí, než heterosexuální a ne-heterosexuální účastníci. Také asexuálové spíše nahlásili, že trpí sebevražednými pocity. Yule a kol. navrhli hypotézu, že tyto rozdíly mohou být ovlivněny diskriminací a dalšími sociálními faktory. 
Pokud jde o kategorii sexuální orientace, lze namítnout, že asexualita není dostatečně smysluplnou kategorií k přidání do kontinua, a místo toho tvrdit, že asexualita je nedostatek sexuální orientace či sexuality. Jiné argumenty tvrdí, že asexualita je popírání něčí přirozené sexuality a je to porucha způsobená studem ohledně sexuality, úzkostí nebo sexuálního zneužívání. Občas se tento názor opírá o asexuály, kteří masturbují nebo se občas účastní některé sexuální aktivity, čistě proto aby potěšili svého partnera. V kontextu politiky identifikování sexuální orientace, asexualita může pragmaticky naplnit politickou funkci kategorie identifikace sexuální orientace.  
Návrh, že asexualita je sexuální dysfunkce, je kontroverzní v komunitě asexuálů. Ti, kteří se identifikují jako asexuálové, většinou upřednostňují, aby byla asexualita uznána jako sexuální orientace. Různí odborníci říkají, že asexualita je sexuální orientace, jak někteří asexuálové nejsou schopni masturbovat i přesto, že údajně mají normální sexuální touhu. Také že existuje množství sexuálních preferencí tak říkají, že asexualita by měla být do nich také zahrnuta. Odborníci a také hodně asexuálů věří, že nedostatek sexuální přitažlivosti je dostačující, aby asexualita byla zařazena jako sexuální orientace. Výzkumníci říkají, že asexuálové si nevybrali nemít sexuální touhu, a obecně nacházejí jejich odlišnost v období dospívání. Tyto fakty jsou dostačujícím odůvodněním, že asexualita je víc než volba chování a nemůže být na rozdíl od poruchy vyléčena. Existuje zde i analýza, zda se asexualita nestává více populární s více lidmi, kteří se identifikují jako asexuálové.
Když se výzkum o etiologii sexuální orientace aplikuje na asexualitu, tak je problém s definicí sexuální orientace, že není neustále definován vědci vůči asexualitě. Sexuální orientace je definována jako „trvalý“ a odolný vůči změně, dokazující být nepropustný k pokusům o intervenci a asexualita může být definována jako sexuální orientace, protože je trvalá a konzistentní v průběhu času. Zatímco heterosexualita, homosexualita a bisexualita jsou obvykle, ale ne vždy, ustanoveny během brzkých let v období před dospíváním, u asexuality není známo, kdy je ustanovena. „Je nejasné, zda tyto charakteristiky [viz "bez zájmu nebo touhy po sexu"] jsou považovány za celoživotní nebo je možné je získat.

### Česká republika
Asexualita je v České republice nezpracovanou oblastí, které se zatím na akademické úrovni věnuje pouze sociální psycholog Lukáš Sedláček. Ve své studii Asexualita: Sociální konstrukce slasti zkoumal postoj asexuálů k různým aspektům. I v malém počtu účastníků (2 muži a 2 ženy) zjistil velkou variabilitu v názorech na určité oblasti. V oblasti romantických vztahů našel jak zájem o vztah, tak i nezájem, a to v poměru 2:2. Také přístup k neměnnosti asexuality se u účastníků lišil. 75 % považovalo svou asexualitu za stálou a neměnnou, zatímco 25 % nepovažovalo za důležitou identifikaci, a dokonce i tvrdilo, že být součástí komunity asexuálů může být i překážející případné změně. Význam a pocity ohledně sexu (a tím spojené slasti) se ukázali dalším faktorem rozdílnosti v názorech asexuálů. Lukáš Sedláček objevil u účastníků čtyři pocity ohledně sexu: odpor, nechuť, námaha a nuda. I přes tyto negativní pocity se účastníci shodli, že sex je přijatelný v zájmu reprodukce, ne v zájmu slasti. Sedláček se na základě tohoto výzkumu domnívá, že k utváření, prosazování a identifikování jednotlivých příběhů, modelů chování a asexuálních charakteristik teprve dochází uvnitř komunity.

## Projevy
Asexuální jedinci mohou s touto vlastností žít různými způsoby. Někteří se spíše uzavřou do sebe a zaobírají se hlavně sami sebou nebo svou prací, zálibami atd., jiní mohou žít bohatým sociálním životem v přátelských vztazích. Spousta asexuálních jedinců se chová k osobám opačného pohlaví podobně jako k osobám stejného pohlaví a pravděpodobnost sexuální přitažlivosti k osobám jednoho nebo druhého pohlaví může být podobná.
Co se týče sexuální touhy, její povaha se může u jednotlivých asexuálních jedinců lišit. Někteří nepociťují téměř žádnou sexuální potřebu, u jiných je tak slabá, že jí nevěnují žádnou pozornost. Někteří však sexuální touhu pociťují, ale ve většině případů má povahu pouze velké touhy po tělesném uspokojení či uvolnění a nebývá směřována na specifickou osobu. Masturbace není neobvyklá, ale nebývá doprovázená touhou po partnerském sexu. Nedostatek sexuální touhy nebývá u asexuálů považován za problém, svoji energii směřují na jiné aktivity či záliby.
Atrakce k jiné osobě nenese znaky explicitní sexuální touhy, ale ve většině případů se jedná o estetickou povahu atrakce, tj. že asexuální jedinec oceňuje zpravidla vzhled podle toho, jak vypadá, a nespojuje si toto hodnocení se sexuálními úmysly nebo touhou. Taková atrakce bývá přirovnávána k estetickému ocenění obrazu či hudební skladby.
Láska u asexuálů není neobvyklá, nenese však znaky lásky tělesně sexuální. Taková láska může být stejně intimní a intenzivní.
Zvláštním případem jsou jedinci, kteří nepociťují sexuální přitažlivost všeobecně vůči určité kategorii (mužům, ženám, dětem…), ale přesto jsou schopni se zamilovat do konkrétní osoby (často bez ohledu na pohlaví či věk) a k té pak mohou pociťovat i sexuální touhu.

## Diskriminace a právní ochrana
Studie z roku 2012 zveřejněná v Group Processes & Intergroup Relations uvádí, že asexuálové jsou hodnoceni negativněji z hlediska předsudků, dehumanizace a diskriminace než jiné sexuální menšiny, jako jsou homosexuálové a bisexuálové. Homosexuálové i heterosexuálové smýšleli o asexuálech nejen jako o někom chladném, ale také jako o někom nespoutaném a brutálním. Jiná studie však nalezla jen málo důkazů o závažné diskriminaci asexuálů kvůli jejich asexualitě. Aktivistka, autorka a blogerka Julie Decker, která se hlásí k asexualitě, pozorovala, že sexuální obtěžování a násilí jako je znásilnění, asexuální komunitu postihuje. Sociolog Mark Carrigan vidí něco mezi, souhlasí s tím, že asexuálové trpí diskriminací, ale není to diskriminace fobické povahy, ale jde o marginalizaci, kvůli nepochopení asexuality.
Asexuálové také čelí předsudkům ze strany LGBT komunity. Když se aktivistka Sara Beth Brooks přihlásila k asexualitě, mnoho LGBT lidí prohlásilo, že asexuálové se mýlí ve své sebe-identifikaci a usilují o nezaslouženou pozornost v rámci hnutí sociální spravedlnosti. 
V některých jurisdikcích mají asexuálové právní ochranu. Zatímco Brazílie od roku 1999 zakazuje jakýkoliv pokus o léčbu sexuální orientace kvůli národnímu etickému kodexu, stát New York označil asexualitu za chráněnou skupinu. Avšak asexualita obvykle nepřitahuje pozornost veřejnosti, není tématem legislativy jako jiné sexuální orientace.

## Postoje a teorie
Za poruchu ve smyslu psychiatrické klasifikace poruch je asexualita (hyposexualita), podobně jako sexuální orientace nebo parafilie, považována pouze za podmínky, že působí svému nositeli klinicky významný distres nebo obtíže v meziosobních vztazích.
Existuje několik modelů a pohledů na asexualitu. Jeden byl vyvinut Stormsem (1980). Ten definoval heterosexuály jako jedince se silnou přitažlivostí k opačnému pohlaví, homosexuály ke stejnému, bisexuály k oběma a asexuály k žádnému.
Prof. Petr v článku pro magazín 21. století označil asexualitu za sexuální orientaci (podobně jako heterosexualita, bisexualita či homosexualita) v tom smyslu, že asexuální lidé podobným způsobem tvoří specifickou menšinu.